# Elm Point (Minnesota)
Pour les articles homonymes, voir Elm Point.

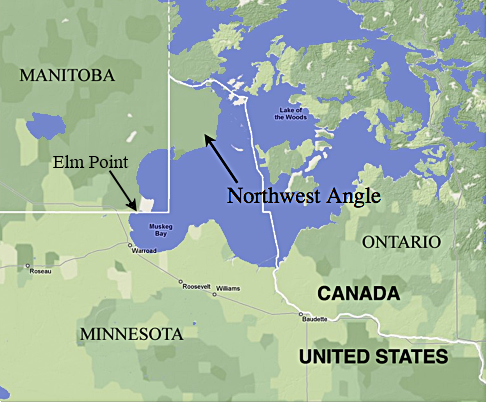
Carte montrant Elm Point par rapport au Northwest Angle

Elm Point est une exclave des États-Unis (comté du Lake of the Woods au Minnesota) située au niveau du 49e parallèle (frontière canado-américaine) et se trouvant au sud de l'Angle nord-ouest du Minnesota. 